# Rohovník

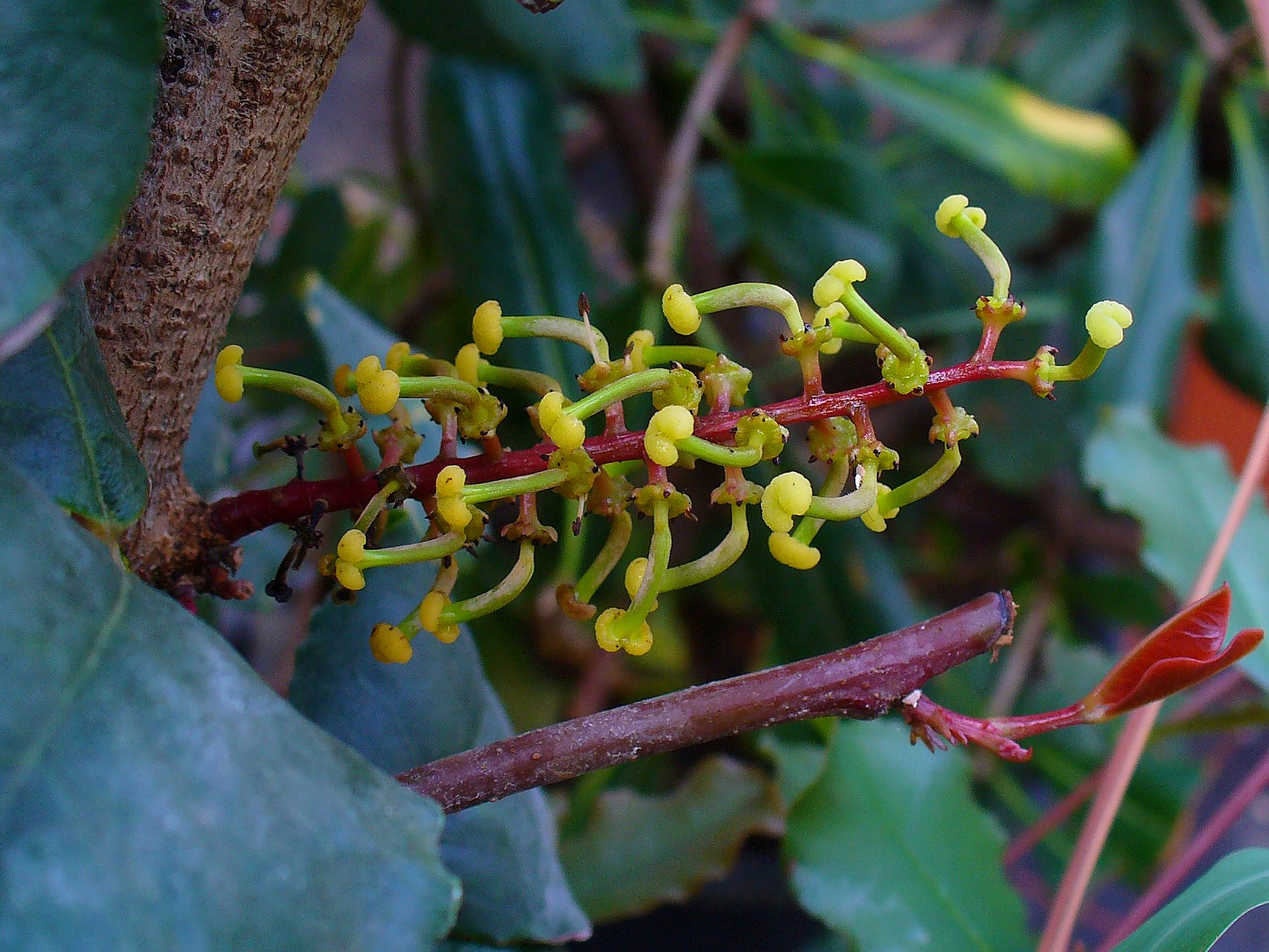
Detail květenství rohovníku obecného

Rohovník (Ceratonia) je rod rostlin z čeledi bobovité. Rohovníky jsou nevelké stromy se zpeřenými lesklými listy a drobnými květy bez koruny. Plody rohovníku obecného, pěstovaného zejména ve Středomoří, jsou známy jako svatojánský chléb nebo karob.

## Popis
Rohovníky jsou menší až středně vysoké stálezelené stromy dorůstající výšky až 20 metrů a průměru kmene přes 30 centimetrů. Rostliny jsou dvoudomé nebo mnohomanželné (s jednopohlavnými i oboupohlavnými květy). Koruna je široká, hustá. Listy jsou sudozpeřené, se 2 až 5 páry lesklých kožovitých lístků. Mladé rozvíjející se lístky jsou červenohnědé a chlupaté. Palisty jsou drobné nebo chybějí. Květy jsou drobné, jednopohlavné nebo oboupohlavné, v postranních hroznech vyrůstajících na mladých větévkách. Samčí květy jsou žluté až červenavé, samičí jsou zelené. V květech je přítomen nektáriový disk. Kalich je pěticípý, s kuželovitou kališní trubkou a krátkými zuby. Koruna chybí. Tyčinek je 5. Semeník je krátce stopkatý, s mnoha vajíčky a velmi krátkou čnělkou zakončenou štítovitou bliznou. Zralé lusky jsou hnědofialové, zploštělé, podlouhlé, tlustě kožovité, nepukavé, až 25 cm dlouhé. Mezi semeny je nasládlá, vonná dužnina.

## Rozšíření
Rod rohovník zahrnuje 2 druhy. Rohovník obecný (Ceratonia siliqua) je původní ve východním Středomoří, je však již dlouho pěstován po celém Středomoří a v různých klimaticky příhodných oblastech jiných částí světa, např. v Číně. Vyhovují mu hluboké, těžké ale dobře propustné půdy a teplé, ne však horké klima. Prospívá spíše v nižších nadmořských výškách v blízkosti moře. Rohovník Ceratonia oreothauma se vyskytuje v oblasti Somálska, Ománu a Jemenu.

## Taxonomie
V roce 1980 byl z Ománu a Jemenu popsán nový druh rohovníku pod názvem Ceratonia oreothauma a počet druhů tohoto rodu se tak rozšířil na dva. Ceratonia oreothauma náleží mezi ohrožené druhy.

## Obsahové látky
V luscích rohovníku obecného je obsaženo asi 1 až 4% tříslovin. Dužnina lusků obsahuje 30 až 70% cukrů, dále tuky, škrob, bílkoviny, aminokyseliny, kyselinu gallovou, leukoanthokyany a fenolické látky.

## Ekologie
Rohovník obecný je odolný vůči suchu díky dlouhým kořenům sahajícím do hlubších vrstev půdy.

## Zástupci
- rohovník obecný (Ceratonia siliqua)

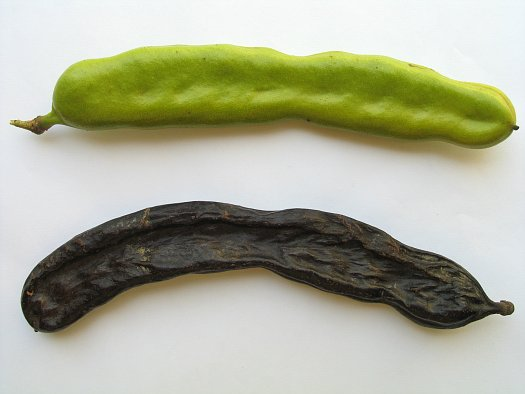
Zelený a zralý lusk rohovníku obecného

## Význam
Plody rohovníku obecného (Ceratonia siliqua), známé jako svatojánský chléb, obsahují sladkou měkkou hnědavou dužninu, která se suší a mele na mouku zvanou karob. Ze semen se také získává guma připomínající tragant. Má využití v potravinářství, kosmetice, farmacii a podobně. Semena rohovníku byla v minulosti používána v lékárnictví a klenotnictví jako závaží, z čehož pochází váhová jednotka karát. Egypťané z plodů připravovali víno. V některých oblastech Německa a Rakouska se pražené lusky míchají s cikorkou a používají jako náhrada kávy.
Lusky a také guma ze semen jsou v tradiční indické medicíně používány jako účinný prostředek při zánětech střev a kolitidě.
Navzdory atraktivnímu olistění není rohovník příliš vhodný jako pouliční strom, neboť jeho silné kořeny nadzvedávají a vyboulují okolní terén. Mimo to z něj hojně opadávají zralé lusky.

## Přehled druhů
- Ceratonia oreothauma
- Ceratonia siliqua